# Lac-Walker
Lac-Walker est un territoire non organisé situé dans la municipalité régionale de comté de Sept-Rivières, dans la région administrative de la Côte-Nord, au Québec.

## Toponymie
Le territoire porte le nom du lac Walker

## Géographie
Le lac Walker est le lac le plus profond au Québec.

## Démographie
| 2001 | 2006 | 2011 | 2016 | 2021 |
| ---- | ---- | ---- | ---- | ---- |
| 104  | 128  | 102  | 108  | 113  |

### Langues
En 2011, sur une population de 100 habitants, Lac-Walker comptait 100 % de francophones.